# Ženskij volejbol'nyj klub Tjumen'
Lo Ženskij Volejbol'nyj Klub Tjumen' (in russo "женский волейбольный клуб Тюмень") è una società pallavolistica femminile russa con sede a Tjumen': milita nel campionato di Superliga.

## Storia della società
Lo Ženskij Volejbol'nyj Klub Tjumen' nasce nel 2003, come MKT Universitet. Iscritto alla Major League B nella stagione 2004-05 domina il campionato, terminandolo al primo posto ed ottenendo la promozione nella categoria superiore. Dal 2005 al 2009 il club viene rinominato come MKT, prima di assumere la denominazione attuale; dopo diversi campionati terminati a metà classifica ed un quarto posto nel 2009-10, nella stagione 2010-11 chiude il campionato di Major League A al secondo posto, ottenendo la promozione nel massimo campionato russo.

## Rosa 2013-2014
| N° | Nome              | Ruolo | Data di nascita  | Nazionalità sportiva |
| -- | ----------------- | ----- | ---------------- | -------------------- |
| -  | Igor' Gajdabura   | All   | 3 dicembre 1962  | Russia               |
| 2  | Ekaterina Volkova | C     | 5 ottobre 1993   | Russia               |
| 3  | Elena Zakurdaeva  | S     | 20 marzo 1986    | Russia               |
| 5  | Anna Ivanova      | C     | 20 novembre 1987 | Russia               |
| 7  | Elena Budylina    | P     | 4 aprile 1988    | Russia               |
| 8  | Marija Brunceva   | C     | 12 giugno 1980   | Russia               |
| 9  | Ol'ga Sažina      | S     | 19 febbraio 1986 | Russia               |
| 10 | Dar'ja Talyševa   | L     | 16 ottobre 1991  | Russia               |
| 12 | Margarita Čačina  | S     | 6 dicembre 1986  | Russia               |
| 15 | Mira Topić        | S     | 2 giugno 1983    | Croazia              |
| 16 | Sonja Newcombe    | S     | 7 marzo 1988     | Stati Uniti          |
| 17 | Anna Sotnikova    | S     | 29 maggio 1986   | Russia               |
| 18 | Svetlana Akulova  | P     | 10 aprile 1984   | Russia               |
| 23 | Anna Pospelova    | L     | 13 luglio 1995   | Russia               |

## Denominazioni precedenti
- 2003-2005: MKT Universitet
- 2005-2009: MKT